# 约斯塔·勒夫格伦
约斯塔·勒夫格伦（瑞典語：Gösta Löfgren，1923年8月29日—2006年9月5日），瑞典男子足球运动员，司职前锋。他曾代表瑞典国家队参加1952年夏季奥林匹克运动会足球比赛，获得一枚铜牌。